# カロリーネ・ロイス・ツー・グライツ
カロリーネ・エリーザベト・イーダ・ロイス・ツー・グライツ（ドイツ語: Caroline Elisabeth Ida Reuß zu Greiz, 1884年7月13日 - 1905年1月17日）は、ドイツのロイス家の侯女で、ザクセン＝ヴァイマル＝アイゼナハ大公ヴィルヘルム・エルンストの最初の妻。

## 生涯

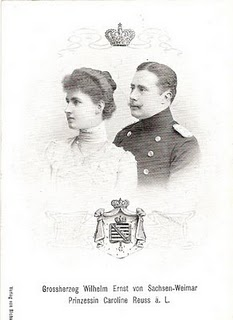
大公夫妻、結婚当時

兄系ロイス侯ハインリヒ22世とその妻でシャウムブルク＝リッペ侯アドルフ1世ゲオルクの娘であるイーダの間の三女として生まれた。1903年4月30日にビュッケブルクにおいて、ザクセン大公ヴィルヘルム・エルンストと結婚した。父が前年に他界しており、兄ハインリヒ24世は重度の知的障害者だったため、婚儀はやむなく母イーダの実家であるビュッケブルク宮廷の世話で行われたのである。結婚式にはオランダ女王ウィルヘルミナとドイツ皇帝ヴィルヘルム2世も出席した。
2人の姉たちがいずれも身分の低い男性と恋愛結婚をしていたこともあり、カロリーネは自分だけが王侯間の政略結婚の犠牲になることを嫌がって、この縁談に抵抗した。彼女は婚約中はヴィルヘルム・エルンストに冷たく接し、婚礼の前夜、仲人役の皇帝ヴィルヘルム2世にこの縁談を差し戻すように嘆願した。皇帝はスキャンダルを嫌って彼女の願いを聞き入れず、帝国大元帥としてヴィルヘルム・エルンストに向かって「結婚しなさい」と命令を下した。
大公妃として社会福祉活動を熱心に行い、領民から「ヴァイマルの星（Stern von Weimar）」と呼ばれて慕われた。また、夫の呼び寄せたマックス・リーバーマン、マックス・クリンガー、ハリー・ケスラー、アンリ・ヴァン・ド・ヴェルドといった文化人、芸術家、建築家にも援助を惜しまなかった。一方、粗暴で短気なヴィルヘルム・エルンストとの結婚生活は極めて不幸なもので、夫妻の間には子供も生まれなかった。激しい夫婦喧嘩が繰り広げられ、カロリーネは何度も脱走を試み、やがて鬱病に陥った。ヴァイマル宮廷からの脱走計画が失敗した後、大公妃は信頼する女官ベルンシュトルフ伯爵夫人（Gräfin Anni von Bernstorff）や侍従長メデム伯爵（Graf Medem）からも遠ざけられた。

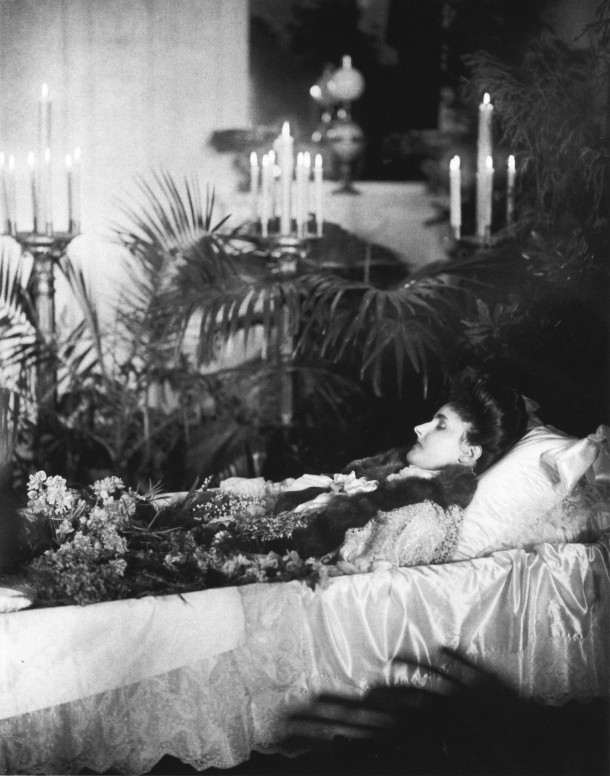
ベッドに横たえられた死せる大公妃カロリーネ、1905年

カロリーネは結婚から2年も経たないうちに、20歳で死去した。死因は公式発表では急性肺炎とされたが、彼女の死に関する報道は、大公妃が自ら命を絶ったことをほのめかしていた。カロリーネはヴァイマルの大公家霊廟（ドイツ語: Weimarer Fürstengruft）に葬られた最後の人物となった。夫は1910年にザクセン＝マイニンゲン公女フェオドラと再婚した。
アポルダのカロリーネ館（Carolinenheim）、カイチュ（Kaitsch）のカロリーネ塔（Carolinenturm）、ヴァイマルのカロリーネ遊歩道（Carolinenpromenade）、アイゼナハのカロリーネ橋（Carolinenbrücke）は、いずれも大公妃カロリーネの名を冠している。